# Sous les auvents du pont
Sous les auvents du pont (titre original : Under the Deck Awnings) est une nouvelle de Jack London publiée aux États-Unis en 1910.

## Historique
La nouvelle est publiée initialement dans The Saturday Evening Post, le 19 novembre 1910, avant d'être reprise dans le recueil The Night-Born en octobre 1912.

## Éditions

### Éditions en anglais
- Under the Deck Awnings, dans The Saturday Evening Post, magazine, 19 novembre 1910.
- Under the Deck Awnings, dans le recueil The Night-Born, un volume chez The Century Co, New York, octobre 1912.

### Traductions en français
- Sous les auvents du pont, traduction de Louis Postif, in Gringoire, périodique, 28 février 1936.
- Sous les auvents du pont, traduction de Louis Postif, in Les Pirates de San Francisco et autres histoires de la mer, recueil, 10/18, 1973.

## Sources
- (en) Jack London's Works by Date of Composition
- http://www.jack-london.fr/bibliographie